# Веселиново (област Ямбол)
 За другото българско село с това име вижте Веселиново (област Шумен).  
Веселѝново е село в Югоизточна България, община Тунджа, област Ямбол.

## География
Село Веселиново се намира на около 4 km североизточно от областния център Ямбол. Разположено е в североизточната част на Ямболското поле, край левия бряг на река Тунджа. На около 1,5 km южно от селото тече и река Мочурица, ляв приток на Тунджа. Климатът е преходноконтинентален, почвите са наносни, черноземни, канелени горски, смолници.
Селото е застроено върху много равен терен, с наклони предимно около и под 1%. Надморската височина в центъра при сградата на читалището е около 134 m, в североизточния край на селото нараства до около 140 m, а в западния откъм Тунджа намалява до около 130 m.
През Веселиново минават два пътя от републиканската пътна мрежа. През най-източния край на селото минава първокласният републикански път I-7 (Петолъчката – Елхово), а през центъра – третокласният републикански път III-5305, водещ на югозапад до Ямбол, а на север – до връзка при село Калояново с първокласния Подбалкански път (Европейски път Е773).
Населението на село Веселиново, наброявало 594 души към 1934 г. и нарастнало до 1143 към 1992 г., запазва стабилна численост през следващите години и наброява 1218 души (по текущата демографска статистика за населението) към 2019 г.
При преброяването на населението към 1 февруари 2011 г., от обща численост 1174 лица, за 723 лица е посочена принадлежност към „българска“ етническа група, за 3 – към „турска“, за 221 – към ромска и за останалите не е даден отговор.

## Поминък
Обработваеми са 1185 ha земя, като основно се отглеждат зърнени култури и зеленчуци. Развито е животновъдството и пчеларството. Има сушилен цех за билки, сладкарски цех, транжорна, варов възел, два цеха за боядисване на МПС, мандра „Български йогурт“, ресторант – мотел „Екатерина“, дърводелски цех за шанцови инструменти, газ-станция, автомивка и сервиз за всякакъв вид автомобили (леки и товарни), стадион с две футболни игрища, закрита спортна зала и малка фитнес зала.

## История
Селото се споменава за първи път в османотурски документ от 1609 г. с името Àзап.
След края на Руско-турската война 1877 – 1878 г., по Берлинския договор селото остава на територията на Източна Румелия. От 1885 г. – след Съединението, то се намира в България с името Àзап кьой. Преименувано е на Веселиново през 1934 г.
В Държавния архив – Ямбол, се съхраняват документи от посочени периоди по години (от – до) и във фондове на конкретни фондообразуватели на/за:
- Кредитна кооперация „Тунджа“ – село Веселиново, 1930 – 1952;[8]
- Първоначално училище – село Веселиново, 1889 – 1947;[9]
- Народно читалище „Напредък“ – село Веселиново, 1928 – 1958;[10]
- Потребителна кооперация (ПК) „Тунджа“ – село Веселиново, 1940 – 1963;[11]
- Народно основно училище (НОУ) „Кирил и Методий“ – село Веселиново, 1923 – 1995;[12]
- Народно читалище „Йордан Андонов“ – село Веселиново, 1944 – 1980;[13]
- Селски здравен участък – село Веселиново, 1973 – 1981.[14]

В Държавния архив – Ямбол, се съхраняват документи и на/за:
- Трудово кооперативно земеделско стопанство (ТКЗС) „Георги Димитров“ – село Веселиново, Ямболско, 1943 – 2008;[15]

– Земеделска кооперация „Стоян Сюлемезов“ – село Веселиново, Ямболско (1992 – 1994);
– ТКЗС „Стоян Сюлемезов“ – село Веселиново, Ямболско (1990 – 1992);
– Бригада за селскостопанско производство – село Веселиново, Ямболско (1987 – 1990);
– Бригада за селскостопанско производство при АПК „Георги Димитров“ – Ямбол (1985 – 1987);
– Клоново стопанство – село Веселиново при АПК „Георги Димитров“ – Ямбол (1975 – 1985);
– Обединено трудово кооперативно земеделско стопанство „Димитър Димов“ – филиал село Веселиново, Ямболско (1970 – 1974);
– Обединено трудово кооперативно земеделско стопанство „Георги Димитров“ – село Веселиново, Ямболско (1959 – 1970);
– ТКЗС „Георги Димитров“ – село Веселиново, Ямболско (1950 – 1959);
– ТКЗС „Пионер“ – село Веселиново, Ямболско (1948 – 1950);
– ТКЗС при Всестранна кооперация „Тунджа“ – село Веселиново, Ямболско (1946 – 1948);
– Отдел към Кредитна кооперация „Тунджа“ – село Веселиново, Ямболско (1944 – 1946);
– Земеделска кооперация „Стоян Сюлемезов“ в ликвидация – село Веселиново, Ямболско (1994 – 2008);
- Обединено трудово кооперативно земеделско стопанство (ОТКЗС) „Георги Димитров“ – село Веселиново, Ямболско, 1949 – 1970;[16]
- Земеделска кооперация (ЗК) „Единство“ – село Веселиново, Ямболско, 1991 – 2006;[17]

– Земеделска кооперация (ЗК) „Единство“ – село Веселиново, Ямболско (1991 – 2006);
– Земеделска кооперация (ЗК) „Единство“ в ликвидация – село Веселиново, Ямболско (2006).
През 1938 г. към кредитната кооперация в селото е създаден отдел за кооперативно обработване на земята, организиран от Стоян Сюлемезов. През 1939 г. кооперативът изгражда електрическа помпена станция за напояване, през 1940 г. купува първия съветски трактор, внесен в България и изложен на Пловдивския международен панаир (днес паметник, наречен „Червеният трактор"), през 1942 г. стопанството електрифицира цялото село, кооперативът притежава кооперативна фурна, магазин и мандра.

## Религии
В село Веселиново се изповядва православно християнство.

## Обществени институции
Село Веселиново към 2020 г. е център на кметство Веселиново.
В село Веселиново към 2020 г. има:
- действащо читалище „Йордан Андонов – 1927“ (основано през 1927 г. като читалище „Напредък“[2]);[20][21]
- действащо общинско основно училище „Св.Св.Кирил и Методий“ (първото училище в селото е от 1885 г.[2], по други данни – от 1881 г.);[22]
- действаща само на големи религиозни празници православна църква „Света Петка“;[23]
- пощенска станция.[24]

## Културни и природни забележителности
- На 2 km от Веселиново има праисторическа селищна могила (Малева могила), обитавана през късния неолит и през бронзовата епоха. Открити са останки от жилища, характерна керамика на крачета с цилиндрични завършеци на високите дръжки, битови предмети и медна брадва.[2]
- Първият съветски трактор, внесен на 22 септември 1940 г.
- Паметник-костница на загиналите в Отечествената война 1944 – 1945 г.[25]
- Защитена местност „Веселиновска гора“, площ 15,0 ha, юг-югозападно от селото.[26]
- За отдих на населението се поддържат два парка с обща площ 5,5 ha.

## Редовни събития
Веселиновци тачат християнските празници и за ден на селото е обявен Петковден, 14 октомври – храмовият празник на селото. Веселиновци обичат и съхраняват традициите. Към читалището има кукерска, лазарска, коледарска групи, хор за автентични песни, група за представяне на обичаите „Бабин ден“ и „Седянка“. Фолклорните групи са носители на много награди, но най-хубавата награда е на кукерите, които спечелиха купата на европейските фестивални градове (ФЕСС).

## Забележителни хора
- Минка Сюлеймезова (Минка Сюлемезова) (1933 – 2006) – българска актриса
- Стоян Сюлемезов (1910 – 1980) – народен представител от БЗНС
- Пеньо Байрамов – актьор и режисьор
- Димитър Георгиев Въртигоров – учител, будител, общественик – един от основателите на Кредитна кооперция „Тунджа“ (1905 – 1991)

## Спорт
Футболният отбор на с. Веселиново е селски шампион на България през 1975 и 1976 година.